# Desa Semare (administrativ by i Indonesien, lat -7,61, long 112,88)
Desa Semare är en administrativ by i Indonesien.   Den ligger i provinsen Jawa Timur, i den västra delen av landet, 700 km öster om huvudstaden Jakarta.